# Argentyna na Letnich Igrzyskach Olimpijskich 1964
Argentynę na XIII Letnich Igrzyskach Olimpijskich w Tokio reprezentowało 78 sportowców w 14 dyscyplinach. Był to 12 start Argentyńczyków na letnich igrzyskach olimpijskich.

## Zdobyte medale
| Medal  | Zawodnik                 | Dyscyplina sportowa | Konkurencja        |
| ------ | ------------------------ | ------------------- | ------------------ |
| Srebro | Carlos Alberto Moratorio | Jeździectwo         | WKKW indywidualnie |